# Lamas (Cadaval)
Lamas is een plaats (freguesia) in de Portugese gemeente Cadaval en telt 3 156 inwoners (2001).